# Æthelred dell'Anglia orientale
Etelredo I (in inglese Aethelred I; fl. VIII secolo) è stato un sovrano anglosassone.
È un personaggio di non accertata storicità che sarebbe vissuto durante l'VIII secolo e indicato dalle fonti medievali inglesi come sovrano dell'Anglia orientale e vassallo di Offa di Mercia.
Il suo regno copre un periodo non meglio precisato compreso, a seconda delle fonti, tra il 758-760 e il 779-790. Fu padre di Æthelberht che gli succedette probabilmente nel 779. 
Le uniche fonti storiche su Aethelred non sono coeve, ma successive alla conquista normanna dell'Inghilterra come le Gesta regum anglorum (Imprese dei sovrani inglesi) di Guglielmo di Malmesbury dell'XI secolo e le agiografiche Vite di San Æthelberht secondo le quali il sovrano e la sua regina (Leofruna?) avrebbero vissuto a Beodricesworth. 
Non è stata rinvenuta alcuna monetazione con l'effigie di questo sovrano.